# دانشکده دندانپزشکی مازندران
دانشکده دندانپزشکی دانشگاه علوم پزشکی مازندران یکی از دانشکده‌های دندانپزشکی ایران وابسته به دانشگاه علوم پزشکی مازندران در ساری، مازندران است.

## تاریخچه
دانشکده دندانپزشکی مازندران در سال ۱۳۸۸ بنیانگذاری شد. هم‌اکنون ریاست این دانشکده را سید مهدی تقیان برعهده دارد.